# NGC 1681
NGC 1681 je galaksija u zviježđu Eridanu.

## Vanjske poveznice
- SEDS: NGC 1681